# 長男の結婚
『長男の結婚～花嫁はバツイチ!年上!子持ち!?～』（ちょうなんのけっこん・はなよめはバツイチ！としうえ！こもち!?）とは、2008年2月3日14:00～15:25にテレビ朝日系列で放映された、単発スペシャルドラマである。

「第7回文芸社ドラマスペシャル」と銘打っている。

## 概要
年金生活に入った夫との2人きりの生活に息が詰まっていた専業主婦のもとに、独立して暮らしていた長男から「いきなりパパになったから結婚する」との一報が入る。しかし、その結婚相手は「8歳年上」「バツイチ」「2人の子持ちで懐妊中」の女性だった。主人公は、結婚を阻止しようと、結婚相手や長男と対立する･････。

## 出演
- 有沢苗子（主人公の専業主婦）：富司純子
- 有沢元春（苗子の息子・医療機器メーカーの営業職）：石垣佑磨
- 大山芳子（元春の結婚相手・理学療法士）：中島知子
- 有沢学（苗子の夫・元電機メーカーの技術職）：石橋蓮司
- 有沢達彦（元春の弟）：久保山知洋
- 大山亜樹（芳子の子供）：新川優愛
- 大山里香（芳子の子供）：斉藤晶
- 黒田麻子（苗子の友人）：赤座美代子

ほか

## スタッフ
- 原作：森あるか著「人生いろいろ 長男の結婚」（文芸社刊）
- 企画協力：文芸社
- 脚本：東多江子
- 演出：猪原達三
- プロデュース：小林由紀子、松島俊輔（電通）、今木清志（テレビ朝日）、関拓也（テレビ朝日）
- 技術協力：フォーチュン
- 照明協力：サンライズアート
- 編集・MA：映広
- OPタイトル画：猪原美佳
- ロケ協力：徳島バス、徳島県ロケーションサービス、沖洲マリンターミナル、川崎市シティセールス　ほか
- 制作：テレビ朝日、電通